# 阿伦斯伯克
阿伦斯伯克是德国石勒苏益格－荷尔斯泰因州的一个市镇。总面积95.37平方公里，总人口8360人，其中男性4098人，女性4262人（2011年12月31日），人口密度88人/平方公里。

## 友好城市
- 法國 圣萨维尼安